# ویکفیلد (ویرجینیای غربی)
ویکفیلد (به انگلیسی: Wakefield) یک منطقهٔ مسکونی در ایالات متحده آمریکا است که در شهرستان وود، ویرجینیای غربی واقع شده‌است. ویکفیلد ۲۱۲٫۱۴ متر بالاتر از سطح دریا واقع شده‌است.